# Ioannis Sarmas
Ioannis Sarmas (en griego: Ιωάννης Σαρμάς, Cos,21 de marzo de 1957 ) es un juez griego. Es presidente del Tribunal de Cuentas de Grecia desde el 4 de noviembre de 2019 y ejerció como primer ministro de Grecia desde el 25 de mayo de 2023 hasta la formación de un nuevo gobierno tras las elecciones de junio de 2023.

## Biografía
Fue designado para la presidencia del Tribunal de Cuentas de Grecia el 4 de noviembre de 2019 por un período no renovable de cuatro años según la Constitución de Grecia.
Se desempeñó como oficial de reserva en la Fuerza Aérea Griega (1984-1986). Estudió derecho en Atenas (1975-1979) y completó sus estudios de posgrado y doctorado en París (1980-1985).
Comenzó a servir al sistema judicial en enero de 1987, primero en el Consejo de Estado hasta 1993 y luego en el Tribunal de Cuentas.
Fue miembro y presidente de un sector en el Tribunal de Cuentas Europeo (2002-2013).
Como vicepresidente del Tribunal de Cuentas fue titular del tercer sector del Tribunal de 2014 a 2019.
Recibió doctorados honorarios de la Universidad Internacional de Grecia, la Universidad Panteion y la Universidad Aristóteles de Salónica en los campos de la administración pública y el derecho.